# 헬렌 조지
헬렌 조지(Helen George, 1984년 6월 19일 ~ )는 잉글랜드의 배우이다.

## 출연 작품
- 콜 더 미드와이프 5 (2016)
- 콜 더 미드와이프 4 (2015)
- 콜 더 미드와이프 3 (2014)
- 콜 더 미드와이프 1 (2012)
- 차일드 (2011)
- 삼총사 3D (2011)